# Juanito Oiarzabal
Juan Eusebio Oiarzabal Urteaga, más conocido como Juanito Oiarzabal (Vitoria, Álava, 30 de marzo de 1956), es un montañero español, el sexto del mundo en ascender las 14 montañas de más de 8000 metros (popularmente conocidos como "ochomiles") que hay en la Tierra, siendo el tercero en la historia en hacerlo sin ayuda de oxígeno adicional.[cita requerida]
Cuando estuvo en Nepal adoptó a su segunda hija llamada Sangita Oiarzabal.
Fue la primera persona en escalar dos veces las tres cimas más altas (Everest, K2 y Kangchenjunga). Hasta la fecha, ha realizado 35 expediciones importantes en 23 años de carrera como alpinista.
El difícil descenso que afrontó tras alcanzar la cima del K2 en 2004, en compañía de Edurne Pasabán, les ocasionó congelaciones en los pies a ambos, sufriendo Edurne la amputación de dos dedos y Juanito de la totalidad de ellos.
También se ha hecho célebre su participación en concursos de telerrealidad como El conquistador del fin del mundo, El conquistador del Aconcagua y Supervivientes.

## Ascensiones

### América
- 1983 / Aconcagua (6957 m), Argentina.
- 1984 / Monte Denali (6194 m), Alaska.

### África
- 1988 / Monte Kenia (5199 m), Kenia.

### Asia
- 1985 - Cho Oyu (8201 m), Tíbet.
- 1987 - Gasherbrum II (8035 m), Pakistán.
- 1992 - Nanga Parbat (8125 m), Pakistán.
- 1993 - Everest (8848 m), Nepal.
- 1994 - K2 (8611 m), Pakistán.
- 1995 - Makalu (8465 m), Nepal, Lhotse (8.516 m), Nepal y Broad Peak (8.047 m), Pakistán.
- 1996 - Kanchenjunga (8586 m), Nepal.
- 1997 - Manaslu (8163 m), Nepal y Hidden Peak (8.068 m), Pakistán.
- 1998 - Dhaulagiri (8167 m), Nepal y Shisha Pangma (8.046 m) Tíbet.
- 1999 - Annapurna (8091 m), Nepal.
- 2001 - Everest (8848 m), Nepal/China.
- 2002 - Cho Oyu (8201 m), Nepal/China.
- 2003 - Gasherbrum II (8035 m), Pakistán, Hidden Peak (8.068 m), Pakistán y Cho Oyu (8.201 m), Nepal/China 2 veces.
- 2004 - Ama Dablam (6856 m), Nepal y K2 (8.611 m), Pakistán.
- 2008 - Makalu (8465 m), Nepal.
- 2009 - Kangchenjunga (8586 m), Nepal.

- 2010 - Annapurna (8091 m), Nepal. (Pendiente de verificación por el uso de helicóptero en el descenso)
- 2011 - Lhotse (8516 m), Nepal.
- 2011 - Manaslu (8163 m), Nepal.
- 2012 - Shisha Pangma (8046 m) Tíbet (no llegó a la cima, ni Pauner tampoco)

### Europa
- 2001 / Elbrus (5642 m), Rusia.

### Proyecto 2x14x8000
En 2009 se marcó el objetivo de ser la primera persona de la historia en subir dos veces a los catorce ochomiles, proyecto que abandonaría en mayo de 2012, desanimado por la dificultad de encontrar patrocinadores y tras sufrir un nuevo edema pulmonar a pocos metros de la cima del Shisha Pangma junto a Carlos Pauner y Juanjo Garra. Oiarzábal anunció entonces que había "perdido la ilusión y las ganas" de continuar, pese a que sólo le quedaban por repetir junto a la mencionada, Dhaulagiri, Nanga Parbat y Broad Peak. En julio de 2015 retoma el proyecto con un intento fallido en el Broad Peak.
Actualmente es la segunda persona en el mundo con mayor número de ascensiones a montañas de más de 8000m de altitud, con 26 en total, aunque una de ellas está pendiente de confirmación debido al uso de helicóptero de emergencia en el descenso. El récord mundial lo ostenta el nepalí Phurba Tashi, con 30 ascensiones.

## Libros
- Buscando las catorce estrellas (1997).
- Los 14 ochomiles de Juanito Oiarzabal (1999).
- Conversaciones con Juanito Oiarzabal (2001).
- El Everest de Juanito Oiarzabal (2002).
- Juanito Oiarzabal y el Anapurna, crónica de una cima radiofónica (2004).
- El placer de alcanzar la cumbre (2005).
- Los Pirineos de Juanito Oiarzabal (2006).

## Curiosidades
El cantante Nacho Vegas le dedicó una canción al montañero vitoriano llamada «Cerca del cielo» dentro del disco Desaparezca aquí
El grupo Ciclos Iturgaiz también le dedicó unos versos en la canción "A Estas Alturas".
En 2021, en plena pandemia global del Coronavirus, se dirigió a Nepal con intención de realizar un documental sobre su vida, quedando atrapado en Katmandú debido al cierre de la ciudad ordenado por las autoridades. Oiarzabal entonces se dirigió al Gobierno de España solicitando que se fletase un vuelo charter que le trasladase a Dubái.